# Pelangia
Pelangia is een geslacht van straalvinnige vissen uit de familie van de regenboogvissen (Melanotaeniidae).

## Soorten
- Pelangia mbutaensis Allen, 1998